# Aeroportul Cap Skirring
Aeroportul Cap Skirring (IATA: CSK, ICAO: GOGS) este un aeroport din Diembéring⁠(d), Cabrousse Arrondissement⁠(d), Oussouye Department⁠(d), Ziguinchor⁠(d), Senegal ce deservește zona Cap Skirring⁠(d). A fost numit după zona deservită.
Situat la o altitudine de 16 m, aeroportul dispune de 1 pistă.

## Infrastructură

### Piste
Aeroportul dispune de o singură pistă. Pista 15/33 are suprafața de Bitum. 